# Luka Sešek
Luka Sešek, slovenski pevec, * 1. julij 1997, Ljubljana.
Leta 2015 je začel nastopati v slovenski različici muzikala Mamma Mia! (ki je premiero doživela 15. junija 2015 v ljubljanskih Križankah) v vlogi Eddieja. Že pred tem si je izkušnje nabiral z nastopanjem na odru Poletnega gledališča Studenec, npr. v predstavah Kekec (2007) kot Rožle, Dama iz Maxima (2011) kot Emile, Dogodivščine dobrega vojaka Švejka (2012), Veselica v dolini tihi (2014) in Kralj gora in ljudomrznik (2015) kot Gorski duh.
Leta 2016 je bil eden izmed finalistov 6. sezone oddaje Slovenija ima talent. Na avdiciji se je predstavil z Adelino »When We Were Young«, v polfinalu s »Ko dvigneš me« (slovenska različica »You Raise Me Up«), v finalu pa je zapel »Moja« skupine Modrijani. Jeseni se je kot novi vokalist pridružil zasedbi Proper, s katero so konec decembra izdali prvo avtorsko skladbo »Ne pozabi, da si lepa« (pod imenom Luka Sešek & Proper).
Kot solist je nastopil na Poprocku 2017 z »Masko«. Maja 2017 so s Proper posneli svojo drugo pesem »Rad bi jo videl«. Sešek je bil zmagovalec 4. sezone šova Znan obraz ima svoj glas.
Februarja 2018 so s Proper nastopili na Emi s skladbo »Ukraden cvet«. V finalu so zasedli 5. mesto. Julija je izšla pesem "Vroče", ki so jo Sešek in drugi vidnejši tekmovalci šova Slovenija ima talent posneli pod imenom S.I.T. Luka Sešek je pevec pri Ansamblu Saša Avsenika od 2021.
Je sin voditelja Jureta Seška. Je eden izmed voditeljev oddaje A štekaš na Radiu Ognjišče.

## Diskografija
- 2017: Maska
- 2020: Jasno je nebo – z Dagijem

### Luka Sešek & Proper
- 2016: Ne pozabi, da si lepa
- 2017: Rad bi jo videl
- 2017: Kaplje upanja
- 2018: Mladost

## Znan obraz ima svoj glas
Sešek je bil končni zmagovalec 4. sezone šova Znan obraz ima svoj glas. Pred finalom so mu tedenske zmage prinesle preobrazbe v Barryja Whita, Sama Smitha in Jana Plestenjaka, v finalu pa je slavil z imitacijo Johnnyja Logana.
| #   | Preobrazba                   | Pesem                                       |
| --- | ---------------------------- | ------------------------------------------- |
| 1.  | Genesis (Phil Collins)       | »I Can't Dance«                             |
| 2.  | Daddy Yankee                 | »Despacito«                                 |
| 3.  | Michael Bublé & Nina Simone  | »Feeling Good«                              |
| 4.  | Tarkan                       | »Kiss Kiss«                                 |
| 5.  | Blink 182                    | »All the Small Things«                      |
| 6.  | Barry White                  | »You're the First, the Last, My Everything« |
| 7.  | Sam Smith                    | »Stay with Me«                              |
| 8.  | Sister Act (Whoopi Goldberg) | »I Will Follow Him«                         |
| 9.  | Stane Mancini                | »Non capito«                                |
| 10. | Jan Plestenjak               | »Ona sanja o Ljubljani«                     |
| 11. | Louis Armstrong              | »Hello Dolly«                               |
| 12. | Johnny Logan                 | »Hold Me Now«                               |